# Garry Bell
Garry David Bell (nascido em 11 de novembro de 1952) é um ex-ciclista neozelandês.
Representou seu país, Nova Zelândia, nos Jogos Olímpicos de Verão de 1976 em Montreal, terminando em décimo quinto.
Nos Jogos da Commonwealth de 1978 em Edmonton, competiu na prova de estrada e terminou em terceiro lugar, lhe rendendo a medalha de bronze.